# 제천시의 향토문화유적
제천시의 향토문화유적은 다음 각 호에 해당하는 것을 말한다.
1. 문화재보호법 및 충청북도문화재보호조례에 의거 문화재로 지정되지 아니한 것으로 향토의역사·예술·학술상 가치가 있는 것과 이에 준하는 자료.
2. 향후 문화재로서 보호가치가 있는 것으로 기대되는 유적.
3. 향토문화, 토속, 풍속, 민속을 연구하는데 필요한 자료.

## 참고 문헌
- 제천시 홈페이지 - 고시/공고